# Serie de Hofmeister

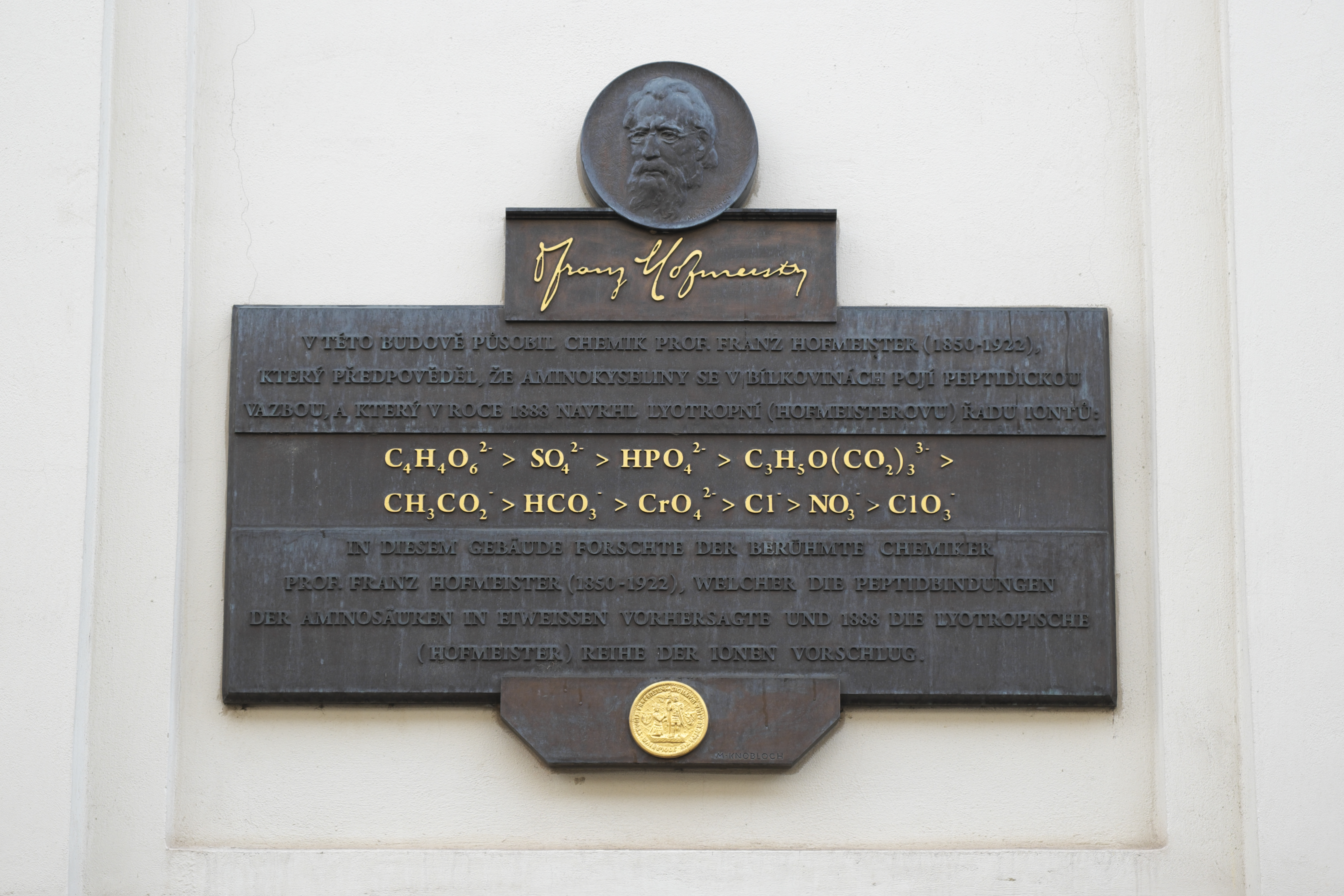
Placa conmemorativa de la Serie de Hofmeister en Praga

La Serie de Hofmeister o Serie Liotrópica es una clasificación de los iones en orden de su capacidad para generar precipitación salina en las proteínas.  Los efectos de estos cambios fueron trabajados por primera vez por Franz Hofmeister, quien estudió los efectos de los cationes y aniones en la solubilidad de las proteínas
Hofmeister descubrió una serie de sales que tienen efectos consistentes en la solubilidad de las proteínas y (se descubrió más tarde) en la estabilidad de su estructura secundaria y terciaria. Los aniones parecen tener un efecto mayor que los cationes, y normalmente se ordenan
{\displaystyle \mathrm {F^{-}\approx SO_{4}^{2-}>HPO_{4}^{2-}>acetate>Cl^{-}>NO_{3}^{-}>Br^{-}>ClO_{3}^{-}>I^{-}>ClO_{4}^{-}>SCN^{-}} }
(Esto es un listado parcial ; muchos más las sales han sido estudiadas.)
El orden de los cationes podría ser:
{\displaystyle \mathrm {NH_{4}^{+}>K^{+}>Na^{+}>Li^{+}>Mg^{2+}>Ca^{2+}>guanidinio} }
El mecanismo de la serie de Hofmeister no está del todo claro, pero no parece ser el resultado de los cambios en la estructura general del agua, sino que pueden ser más importantes las interacciones más específicas entre los iones y las proteínas y los iones y las moléculas de agua que están en contacto directo con las proteínas. Estudios recientes de simulación han demostrado que la variación de la energía de disolución entre los iones y las moléculas de agua circundantes subyace al mecanismo de la serie de Hofmeister.
Los primeros miembros de la serie aumentan la tensión superficial del disolvente y disminuyen la solubilidad de las moléculas no polares ("salting out"); así, refuerzan la interacción hidrofóbica. En cambio, las sales posteriores de la serie aumentan la solubilidad de las moléculas no polares ("salting in") y disminuyen el orden en el agua; así, debilitan el efecto hidrofóbico. El salting out se aprovecha comúnmente en la purificación de las proteínas mediante el uso de sulfato de amonio.
Sin embargo, estas sales también interactúan directamente con las proteínas (que están cargadas y tienen fuertes momentos dipolares) e incluso pueden unirse específicamente (por ejemplo, el fosfato y el sulfato se unen a la ribonucleasa A). Los iones que tienen un fuerte efecto de "salazón" como el I- y el SCN- son desnaturalizantes fuertes, porque salan en el grupo de los péptidos, y por lo tanto interactúan mucho más fuertemente con la forma desplegada de una proteína que con su forma nativa. En consecuencia, cambian el equilibrio químico de la reacción de plegamiento hacia la proteína desdoblada.
La desnaturalización de las proteínas mediante una solución acuosa que contiene muchos tipos de iones es más complicada, ya que todos los iones pueden actuar, según su actividad de Hofmeister, (un número fraccionario que especifica la posición del ion en la serie) en términos de su eficiencia relativa en la desnaturalización de una proteína de referencia. El concepto de ionicidad de Hofmeister (Ih) ha sido invocado por Dharma-wardana et. al. donde se propone definir la Ih como una suma, sobre todas las especies iónicas, del producto de la concentración iónica (fracción molar) y un número fraccionario que especifica la "fuerza Hofmeister" del ion en la desnaturalización de una determinada proteína de referencia. El concepto de ionicidad (como medida de la fuerza de Hofmeister) que se utiliza aquí debe distinguirse de la fuerza iónica tal como se utiliza en la electroquímica, y también de su uso en la teoría de los semiconductores sólidos